# Ixia flexuosa
Ixia flexuosa är en irisväxtart som beskrevs av Carl von Linné. Ixia flexuosa ingår i släktet Ixia och familjen irisväxter. Inga underarter finns listade i Catalogue of Life.